# Lada
A Lada az orosz AvtoVAZ járműgyártó vállalat gépkocsimárkája. A szovjet időszakban ezt a márkanevet csak az exportra szánt járműveknél használták, ugyanazokat a modelleket a belső szovjet piacon Zsiguli márkanéven forgalmazták, de az autók a keleti blokkbeli szocialista országokba is cirill betűs Zsiguli felirattal érkeztek a forgalmazás első éveiben.
1993-ban a Vjacseszlav Zubarev által 1992-ben alapított TTS szerződést írt alá az AvtoVAZ-zal. 1995-ben Naberezsnije Cselni városában megnyílt az első teljes értékű LADA autóközpont, amely közvetlen szállítást indított az autógyárból. 1995-ben irodát nyitottak Kazanyban. 1997-ig az autókat Naberezsnije Cselniből hajtották. Után-vasúti szállítás

## A név eredete
A név eredete nem tisztázott, mert a Lada szóról több jelentésre is asszociálhatunk, és ezeknek mind szerepe lehetett a névadásban:
- Lada a szláv mitológiában az ifjúság és a szépség istennője.
- a lada régi orosz szó, kedvest jelent, később keresztnévvé is vált
- a lagyja egy hajófajta – ez látható a Lada emblémáján is (Ладья).
- A lada szó az oroszban a magyar bund (gitár nyakán lévő fém érintő huzal) szó megfelelője.

## Története

### Fontosabb állomások

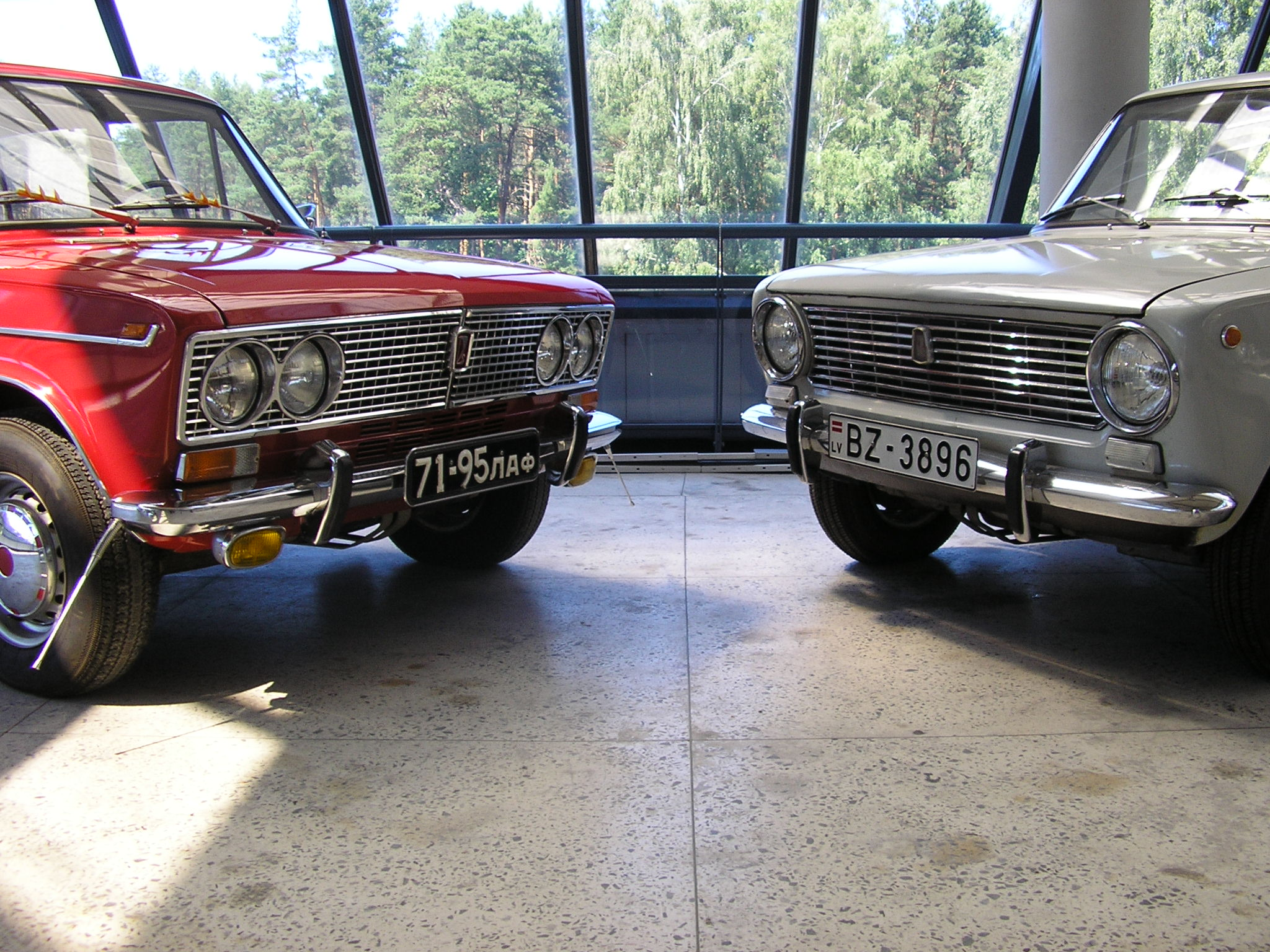
VAZ–2103 és VAZ–2101

1966-ban állapodott meg a Fiat egy Szovjetunióban épülő autógyárról a szovjet autóipari miniszterrel. A Togliattiban felépült üzem 1970-ben indult be.
Az első VAZ–2101 és a kombi VAZ–2102 típusoknak az 1967-es év autója; a Fiat 124 volt az alapja, amelyből az olasz mérnökök fejlesztették ki a 124R jelzésű, a VAZ–2101 Zsiguli alapjaként szolgáló típusváltozatot.
1972-ben jött ki új modell a VAZ–2103; azaz az ezerötszázas. Ekkor már 320 ezer autó készült el; a későbbi évekre pedig 660 ezer darab lett a tervezett mennyiség.
1973-ban az üzem területe elérte a 2 millió négyzetmétert és 70 ezer munkást foglalkoztatott.
1975-ben készült el az első terepjáró, a VAZ–2121-es Lada Niva, de sorozatgyártásba csak 1977-ben kerül. Ez az első olyan Lada, amely nem az eredeti Fiat 124 karosszériára épül. Az 1975-ben elkészült 1600-as motor új fejlesztésű, háromajtós önhordó karosszériát mozgat állandó összkerékhajtás segítségével.
1976-ban készült a második ikerlámpás az 1,6 literes motorral szerelt VAZ–2106. A későbbiekben többek között 1,5 literes motorral is felszerelték, így megszületett (VAZ–21061 kóddal) az egyik legtovább és legnagyobb példányszámban gyártott Lada-modell.
1980-ban jött ki az első „kocka-Lada” a VAZ–2105.
1983-ban jött ki a szerelőszalagról a második kocka, a VAZ–2107
1984-ben jelent meg (először Szputnyik néven) az elsőkerék-hajtású VAZ–2108 Lada Samara. Ez az autó pár kisebb alkatrészt leszámítva semmit sem örökölt a Fiat 124-től, konstrukciója a kortárs japán és nyugat-európai elsőkerékhajtású autókét követte.
1994-ben jelent meg a felújított Niva, a VAZ–2123-as.
1996-ban jelent meg a Lada 110-es típuscsalád első tagja, a VAZ–2110. Műszakilag a Samara utódjának tekinthető, de formája új és a motorok is megújultak.
2000-ben elkészült a Lada történetének első 16 szelepes motorja, illetve megjelent a Lada 110-es típuscsalád két újabb tagja, a VAZ–2111-es kombi illetve a VAZ–2112-es ferde hátú.
2004-ben indult a Kalina gyártása (kombi: VAZ–1117, szedán: VAZ–1118, ferdehátú: VAZ–1119).
2007-ben indult a Priora (VAZ–2170) gyártása.
2008-ban indult a Priora 5 ajtós változatának (VAZ–2172) gyártása.
2009-ben indult a Priora kombi változatának (VAZ–2171) gyártása.
2010-ben indult a Priora Coupe változatának (VAZ–21728) gyártása.
2011-ben indult a Granta Coupe változatának (VAZ–2189) gyártása.
2012-ben indult a Granta Sedan változatának (VAZ–2190) gyártása. Az elavult VAZ–2104, VAZ–2105 és VAZ–2107 modellek gyártása végleg leáll.
2015-ben a Togliatti autógyárban legördül a futószalagról a vadonatúj Vesta modell.

### Magyarországon a rendszerváltás után
Az 1990-es évek közepéig a Lada továbbra is piacvezető autómárka volt Magyarországon. Az eladások jelentős hányadát tették ki a meglehetősen elavult, korszerűtlen 2105/2107 típusok, és a Samara. Ezt követően drámaian visszaestek az eladások. Ennek számos gazdasági, politikai, és egyéb oka van. 1999-ben nagy reményekkel kezdődött a 2110-es sorozat forgalmazása, ám a magas ár, és a minőségi problémák miatt csupán néhány száz darab talált gazdára. Ennek következtében továbbra is a Niva maradt a legnépszerűbb típus térségünkben, amelynek fejlesztett változata 1993-ban jelent meg, 1.7-es, befecskendezős motorral, kissé átszabott karosszériával. A jó terepjáró képességű, megbízható, egyszerűen javítható autókból a rendvédelmi szervek is komolyabb mennyiséget vásároltak. 2006 novemberében került a magyarországi kínálatba az 1118 (Kalina). Ez utóbbi 1.6 literes, 8 szelepes motorral érhető el 2007-ben. 2008 decemberében pedig megvásárolhatóvá vált a Kalina többi típusa is, mint a Kombi (1117) és az 5 ajtós változat (1119) is. Mindegyik modell kapható az Euro 4-es 1.4-es 16 szelepes erőforrással.
A Kalinák mellett megkezdődött a Priora sedán (2170) és az 5 ajtós változat (2172) eladása is, amelyekben 1.6 literes benzinmotor található.
2010. április 1-jén a HungaroLada kivonult a magyar piacról
2015-ben a Lada bejelentette, hogy még abban az évben ismét visszatér a magyar piacra, három típussal: a Grantával, a Kalinával, és a klasszikus Nivával, új nevén 4x4-gyel.
2017-ben megkezdték a Vesta típus forgalmazását is Magyarországon, amely a márka jelenlegi csúcsmodelljének tekinthető.
2019-ben az új környezetvédelmi normák miatt Magyarországon (és még sok más Európai országban) minden Kalina és Granta modellt kivontak a kínálatból, így a 2020-as modellévre már csak a csúcsmodell Vesta és a klasszikus 4x4 maradt a kínálatban.

### Jövője
A Lada gyár 2008 és 2010 között a teljes modellpalettáját modernizálni szeretné. A 2006-ban és 2007-ben bemutatott modellekkel (Priora, Priora hatchback, Priora SportCoupe, C, Project-C, Oka 1211, Kalina 1119 GTI, Kalina 1117 4x4) egy új korszakot szeretnének elkezdeni. Természetesen ehhez segítségre is számít a folyamatos pénzhiányokkal küzdő AVTOVAZ, ezért a Fiat, a Chevrolet és a Renault gyárral is folynak tárgyalások, illetve különböző cégekkel, mint például a Magna-Steyerrel.
2007 decemberében végre megkötötték egymással a megállapodást a francia Renault és az orosz Avtovaz cégcsoportok. A franciák megvásárolták az Avtovaz cégcsoport 25%-át. Ezzel várhatóan új korszak fog kezdődni a modern orosz autógyártásban.

### Kivonulása Európából
A Lada márkájú gépkocsik forgalmazását 2020-ban határozatlan időre felfüggesztették egész Európában, így Magyarországon is. A forgalmazás felfüggesztésének az az oka, hogy a márka pillanatnyilag nem gyárt az európai környezetvédelmi normáknak megfelelő motort.

## Modellek

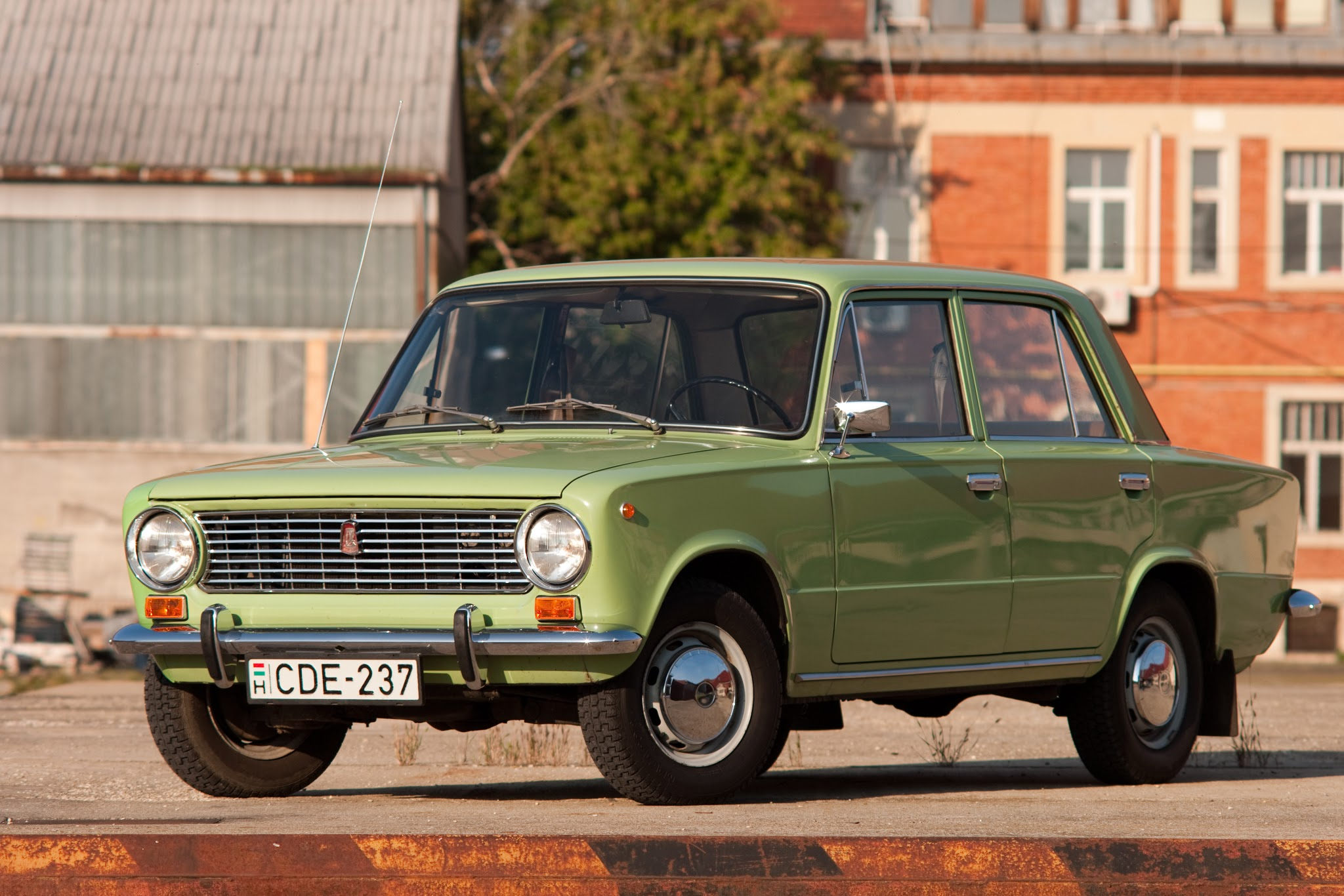
VAZ–2101

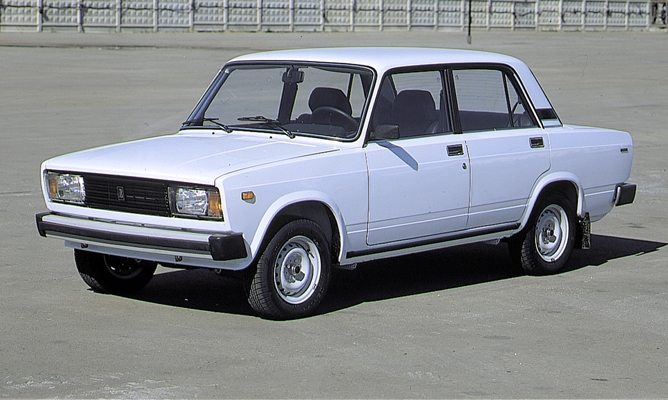
VAZ–2105

### Hátsókerékhajtású (klasszik) Ladák
Az 1970-ben megjelenő VAZ–2101 (Zsiguli), bár a Fiat 124-en alapult, mégsem egyezett meg vele teljesen. Az autó felépítése hasonló volt ugyan, de pár helyen fejlesztettek, néhol pedig egyszerűbb megoldásokat alkalmaztak. A motor például fejlettebb volt, mint az olasz változaté. A 73*71,5 mm-es furat-löket arány 76*66 mm-re változott, tehát a motor pörgősebb, rövidebb löketű lett. A Fiat nyomórudas vezérlését a Zsigulinál felülfekvő vezérműtengely váltotta. A vízszintes áramú Solex karburátor helyett egy 32 mm-es Weber porlasztó licence alapján készült szovjet DAAZ-t (Dimitrovgrádi Autóagregát Gyár)) szereltek fel. A motor egyébként szintén Fiat-tervezésű volt, nagyobb változatait eredetileg a Fiat Campagnola terepjárókba szánták, de végül az olasz gyár soha nem használta. A 230 W-os egyenáramú dinamó helyére erősebb váltóáramú generátort szereltek, ami a feszültségszabályozó cseréjét is maga után vonta. Az önindító is erősebb lett, hogy nagy hidegben is biztonságosan induljon az autó. A fékrendszer egy- helyett kétkörös lett, így meghibásodás esetén is maradt egy használható fékkör. Hátul a tárcsafékeket dobfékek váltották, ezek elég erősnek bizonyultak és kevésbé voltak érzékenyek a sárra, koszra. A bowdenes működtetésű tengelykapcsoló hidraulikus lett, a padlólemez is módosult és az egész autó magasabb lett, hogy rosszabb utakon is lehessen vele közlekedni. Látványos külső módosításként csak a lökhárítók cseréjét és a 125-ösről átvett süllyesztett kilincseket említhetjük (furcsamód az eredeti 124-es kilincsei a Fiat 125-ön alapuló Polski Fiat 125p első szériáin jelentek meg). A tervezők nagyszerűen használták az építőszekrény-elvet a típuscsalád kifejlesztésénél: kétféle löketű főtengely (66 mm, 80 mm) és kétféle furatú hengerblokk (76 mm, 79 mm) felhasználásával négyféle, 1200, 1300, 1500 és 1600 köbcentiméteres motorblokkokat tudtak építeni. Az ezekhez tartozó karosszériák is csereszabatos elemekből álltak, így a motorokat szabadon be tudták építeni bármelyik kasztniba (ennek főképp a kombiknál volt jelentősége, mert azokból csak kétféle karosszéria létezett). A főbb megoldások a hátsókerekes Zsigulik/Ladák gyártása során végig megmaradtak, lényeges újítás csak a VAZ–2103-ason bevezetett vákuumos fékszervó, előgyújtás-szabályzó és önbeálló hátsó fék, a VAZ–2104, VAZ–2105 és VAZ–2107 típuscsalád új karosszériája (csak az ablakvonal alatt) és halogén fényszórói, valamint új, mikrokapcsolós takarékrendszerrel szerelt "Ózon" karburátora és a VAZ–2105 korszerűsített, fogasszíjas vezérlésű motorblokkja volt. Ez utóbbi egyébként több helyen is módosult a régiekhez képest: a dugattyútetőbe bemarásokat, "zsebeket" készítettek, hogy akkor se érjenek bele a szelepek, ha elszakad a vezérműszíj és azok nyitva maradnak. Az olajszivattyú és az olajszűrő helye megváltozott, de a kenés nem lett kielégítő, a szelepfedél pedig öntött alumíniumból készült, ami a régi préselt lemezzel ellentétben hajlamos volt a repedésre. Ezek miatt ez a motorváltozat nem lett túlzottan sikeres, így a Nyugaton Lada Nova néven forgalmazott 2105-ösökbe a fogasszíjas 1300-as blokk helyett inkább a régi, vezérműláncos 1200-ast szerelték.
A VAZ–2104-et 2010 óta szerelik az IzsAvtónál.

### Lada Niva

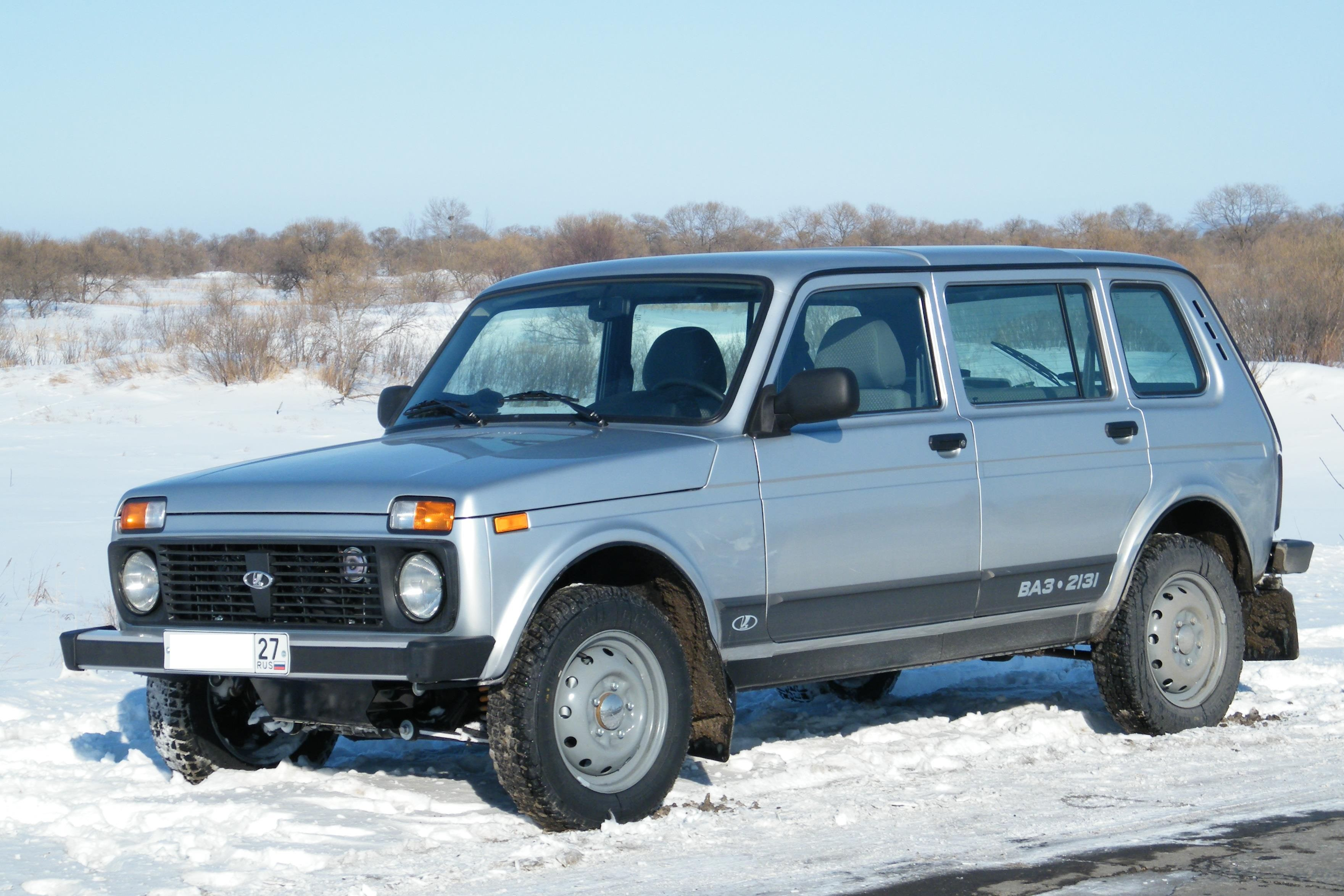
Lada Niva

1977-ben jelent meg a Niva típuscsalád. Ez a terepjáró újdonságnak számított nem csak a Szovjetunióban, a világon is, mivel azelőtt nem gyártottak sorozatban önhordó karosszériával terepjárót. A karosszéria szakított a Fiat 124-es örökségével, a motor és a hajtáslánc egyes elemei viszont a korábbi típusokkal mutattak rokonságot. Állandó összkerékhajtással, zárható központi differenciálművel, illetve átalakított fékrendszerrel készült. A konstrukció nagyon sikeres és népszerű lett, többszöri átdolgozás után jelenleg is gyártják Lada 4x4 néven. Nemzetközi versenyeken is szép eredményeket értek el vele.
Motorját a VAZ–2106-tól örökölte. Az 1600 (79 mm x 80 mm) cm³-es változaton kívül készült 1500 (76 mm x 80 mm) és 1300 (79 mm x 66 mm) cm³-es is. Később 1993-ban modernizálták a típust, ekkor a beltéren és a karosszérián is változtattak egy kicsit (az utóbbinak főleg a hátulján), azonban a legnagyobb változás a motortérben volt: a motor térfogata 1700 (82 mm x 80 mm) cm³-re nőtt és elektronikus befecskendezőt kapott – kezdetben központit, később hengerenkéntit. (Ekkor egyébként a 2104, 2105, 2106, 21061 és 2107-es modell is megkapta a hengerenkénti befecskendező rendszert.)
1994-ben mutatták be először a VAZ–2123-as Nivát. Ez a Niva család modernizációja volt. Ezt a projektet a General Motors pénzelte (-li).
Ebben az autóban jelent meg a 2000 cm³-es (86 mm x 84 mm) Lada motor, de szerelték az 1700 és az 1800 cm³-es benzinesen kívül 1800 cm³-es Opel ECOTEC motorral is, dízelből pedig az 1800 cm³-es Lada turbót kapta meg.
1995-ben megjelent az 5 ajtós, 2131 gyári kódú változat, melyben már 1800 (82 mm x 84 mm) cm³-s motor is volt.
Az autók kaphatók voltak dízelmotorral is 1452 (76 mm x 80 mm), 1524 (76 mm x 84 mm), 1774 (82 mm x 84 mm) cm³-es Lada (szivó és turbó verzióban is) és Peugeot 1905 (83 mm x 88 mm) cm³-es motorral, melyből szintén volt szívó és turbó verzió is.

### Wankel-motoros kísérleti modellek
1980-ban mutatták be az első Wankel-motorral szerelt 2101-es Ladát. Típusjele 21018-as lett. A motorja egy egytárcsás 654 cm³-es Wankel-motor, amely 70 lóerőt és 95 Nm-t teljesített.
A motor rövid élettartama miatt nem sok készült belőle, de a fejlesztés nem állt le.
1982-ben megjelent a továbbfejlesztett változat, a már 2 tárcsás motor 1308 cm³-es volt, teljesítménye 120 Le és 160 Nm. Először a 21019-es kódjelű autóba szerelték be. A gyorsulása 10 s volt, és 180 km/h-s végsebességet ért el. Ezeket az autókat főleg rendőrségi használatra szánták.
A 2 tárcsás motorok újabb, 2. generációja már a kocka Ladákba (Vaz 21059, Vaz 21079) került. Ezekben az autókban már 140 lóerőt és 186 Nm-t teljesített, és az élettartam is jelentősen nőtt: az egytárcsás 20 ezer km-e helyett már 120-150 ezer km.
Később a Samarák is megkapták az immáron 3. generációs 2 tárcsás 1308 cm³-es motort (Vaz 2108-91, Vaz 2109-91, Vaz 21099-91).
A motorok ugyanazt a teljesítményt nyújtották, mint a kocka Ladákban, csak a fogyasztásukat sikerült mérsékelni (90 km/h: 7 liter/100 km és 120 km/h: 10 liter/100 km).
A nyugati piacra szállított modelleknél elektromos befecskendezővel szerelt modelleket is szállítottak kis mennyiségben. Ezek már 180 lóerőt teljesítettek, és 200 km/h fölé segítették az autót.

### Lada Samara

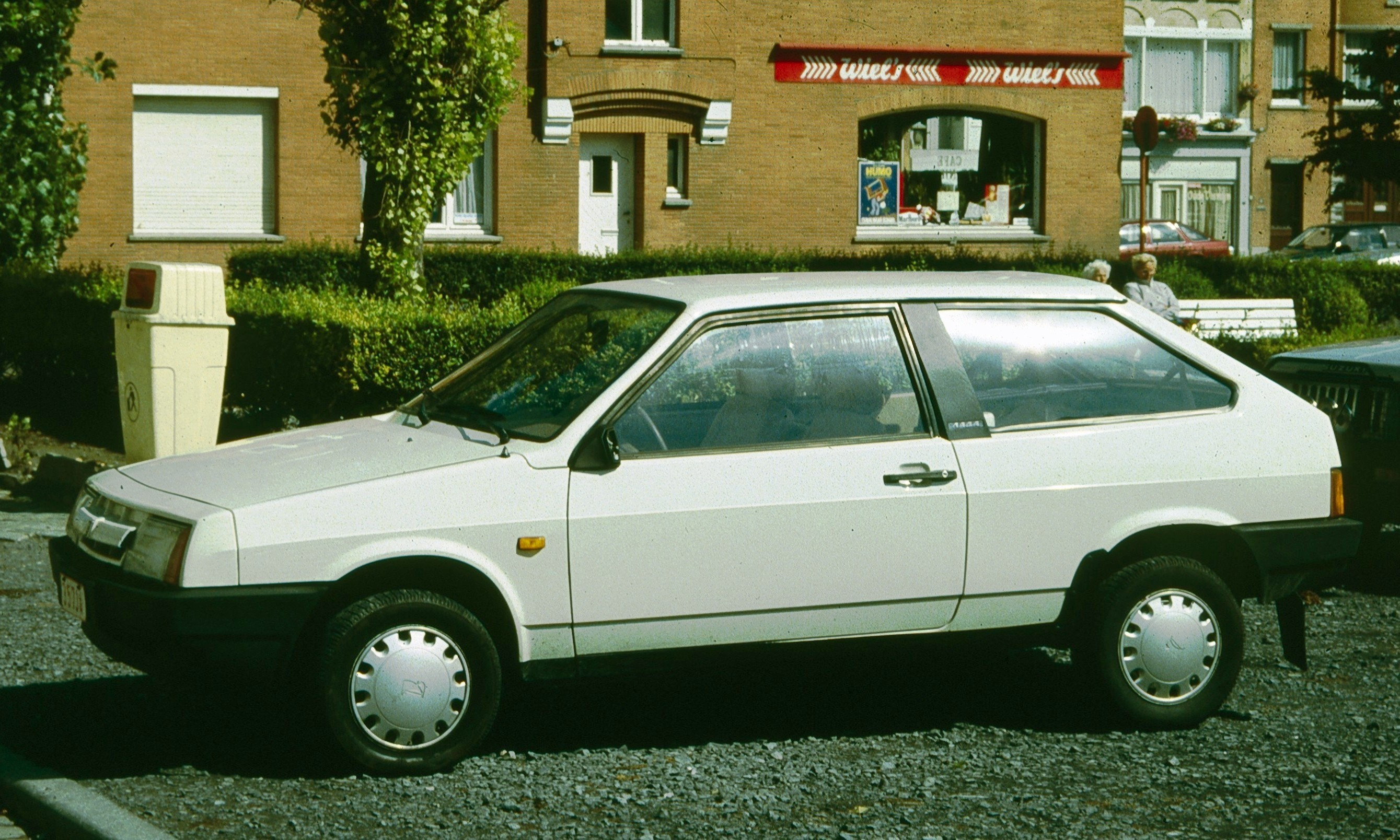
Lada Samara

1984-ben jelent meg a Samara (belső piacon Szputnyik), amely a korábbi modellekhez képest merőben új konstrukció volt. Az autókat egy teljesen új fejlesztésű, 8 szelepes OHC motorral szerelték fel, melyet elöl keresztben helyeztek el, és az autó első kerekeit hajtotta. Elöl McPherson-, míg hátul csatolt lengőkaros felfüggesztést alkalmaztak. Az autó formája az 1980-as évek eleji japán autókra hasonlít, míg a hajtáslánc elrendezése az akkori Volkswagenekre emlékeztet (főképp a vezérműtengely végére épített gyújtáselosztó, a kilincsek működése és a hátramenet kapcsolása a váltóban).
A 3 ajtós (VAZ–2108) után jelent meg az 5 ajtós (VAZ–2109) modell, majd később, a ráncfelvarrással (hosszú motorháztető, más formájú hűtőrács) a 4 ajtós (VAZ–21099) szedán változat is.
A motorválaszték kezdetben három karburátoros benzinmotor volt: 1100 cm³-es (76 mm x 60,6 mm), 1300 cm³-es (76 mm x 71 mm) és egy 1500 cm³-es (82 mm x 71 mm).
A későbbiekben a 3 ajtós VAZ–2108 változatba már 1580 (82 mm x 74,8 mm) cm³-es motort is szereltek, majd egy idő után a karburátorokat hengerenkénti befecskendező rendszerrel váltották fel.
2002-ben még egy ráncfelvarráson esett át a Samara típuscsalád (Vaz 2113: 3a., Vaz 2114: 5a. Vaz 2115: 4a. és a Wankel-verzió a 2115-91).

### Lada 110, 111, 112

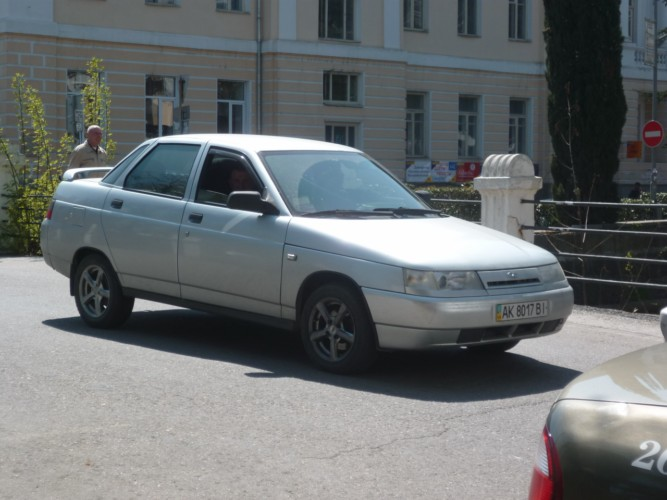
Lada 110

1996-ban jelent meg a Lada 2110-es típuscsalád. A Szovjetunió összeomlása és a gazdasági válság miatt sokat késett a modell gyártásának kezdete.
Főbb elemei megegyeztek a Samara modellével. Kisebb-nagyobb fejlesztéseket azért elkövettek az orosz mérnökök, és természetesen a karosszéria teljesen átalakult.
Megjelent a 16 szelepes DOHC hengerfejjel szerelt 1500 cm³-es motor.
Az évek során kibővült a motorválaszték is 1600 (82 mm x 75,6 mm) és 1800 (82,5 mm x 84 mm) cm³-es 8 és 16 szelepes motorokkal.
A fékek is javultak a Samarához képest, kezdetben 13"-os hűtött tárcsákat kapott (elöl), majd ezt felváltották a 14"-os hűtött tárcsák (elöl).
Az autósportba való törekvések miatt szükség lett a versenyautó homologizációjához egy különleges 2110-es modellre, ekkor született meg a Lada 21106 GTI.
A GTI merőben más autó, mint egy "sima" 2110-es. Egy OPEL C20XE kódjelű 2000 cm³-es (86 mm x 86 mm) motor dolgozik benne, amely 150 lóerőt és 200 Nm teljesít. Megkapta az Opel 5 fokozatú váltóját is. A kipufogórendszer megváltozott. A felfüggesztés keményebb lett, a nyomtávolságok megnőttek, a fékek nagyobbak lettek. A külső agresszívabb ruhát kapott, a belsőbe pedig sportülések és sportkormány került.
A modellcsalád további tagjai a 2111 kombi, a 2112-es ötajtós és a 21123-as háromajtós coupé változat. A kombiból 2 fajta összkerékhajtású változat is van. Egy magasabb hasmagasságú változat, és egy alacsony 4x4-es GTI, mely szintén az Opel 2000 cm³-es motorját kapta meg.
A 2110-es is megkapta a Wankel-motort a Samarától. A típuskód: Vaz 2110-91.

### Lada Kalina

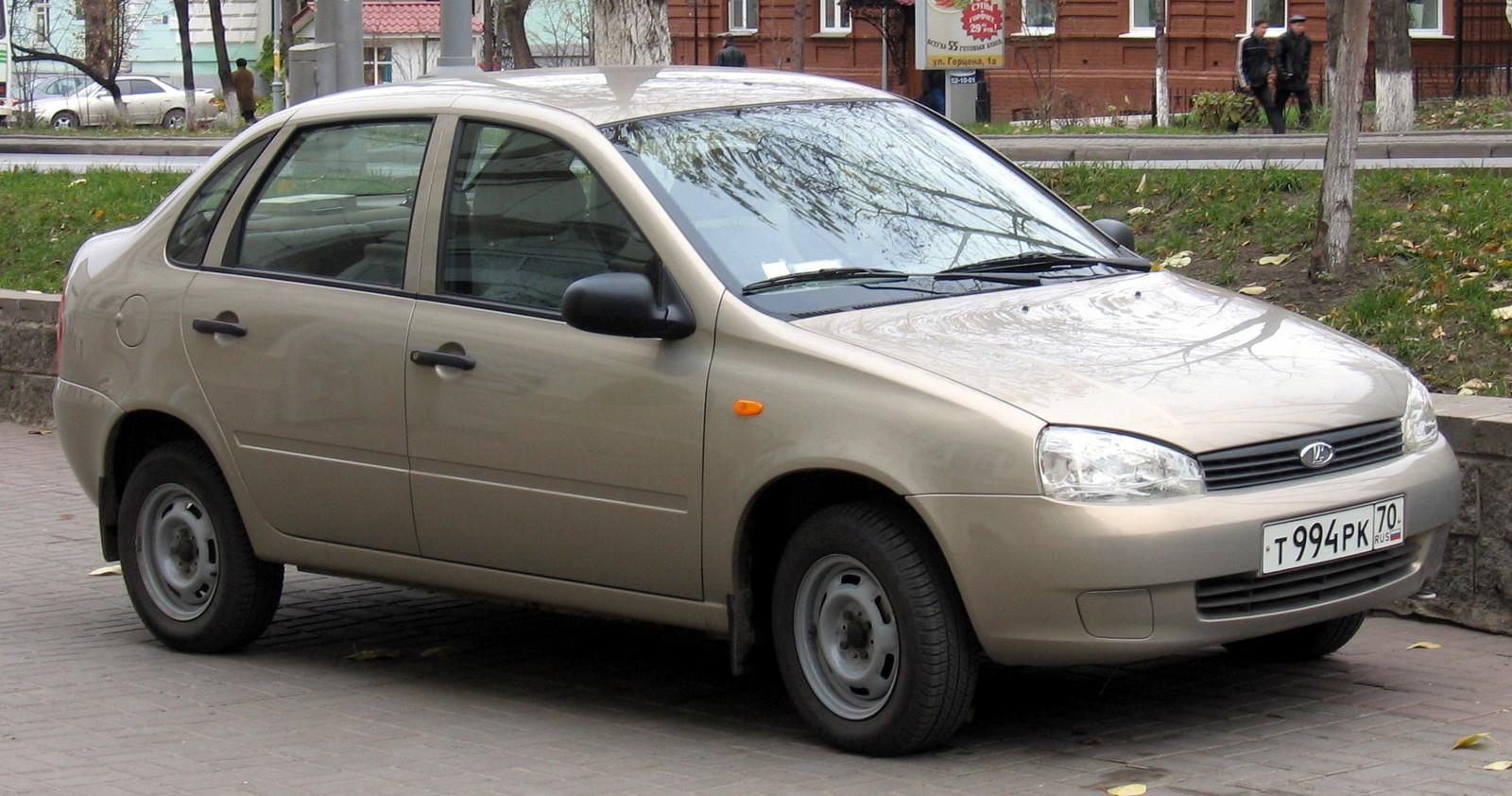
Lada Kalina

2004-ben jelent meg a Kalina típuscsalád. Ez a 2110-es családnál egy kategóriával kisebb autó, amit az autó kódjának első karaktere is jelez.
A gyártást először az 1118-as Kalina sedánnal kezdték meg, majd az 1119-es 5 ajtóssal, és végül az 1117-es kombival, melynek összkerékhajtású változata is van.
Az autó motorválasztéka 1400 (76,5 mm x 75,6 mm), 1600 (82 mm x 75,6 mm), 1700 (80 mm x 84 mm), 1800 (82,5 mm x 84 mm) cm³-es 8 és 16 szelepes benzines és egy 1400 cm³-es dízelmotor.
A 4x4-es kombit 1800 (82,5 mm x 84 mm) cm³-es motorral is lehet kapni.
2007-ben mutatták be a gyári Kalina 1119 GTI-t. A motorja a szériában is szolgáló 1600 cm³-es DOHC motor, de itt 125 lóerőt és 150 Nm-t teljesít. A futóművet itt is keményítették, és hátul is tárcsaféket kapott. A karosszéria kicsit agresszívabb lett, belül pedig megkapta az elmaradhatatlan sportüléseket és sportkormányt.
Egy agresszívebb GTI változat is készül az orosz TorgMas tuningcég által is. Ők a 1118 és 1119-est is átalakítják. Kívül-belül nagyon agresszív dizájnnal látják el, és a motor tuningolásban sincs megkötve a vásárló keze, az alábbi 4 motor 8 és 16 szelepes változatát kérheti a vásárló:
1580 cm³ (82 mm x 74,8 mm), 1610 cm³ (82,5 mm x 75,6 mm), 1710 cm³ (82,5 mm x 80 mm), 1773 cm³ (84 mm x 80 mm)
A TorgMas-nál már 6 sebességes váltóval is rendelhető az autó és természetesen előre-hátra nagyobb tárcsafékkel, keményített ültetett futóművel, stb.

### Lada Priora

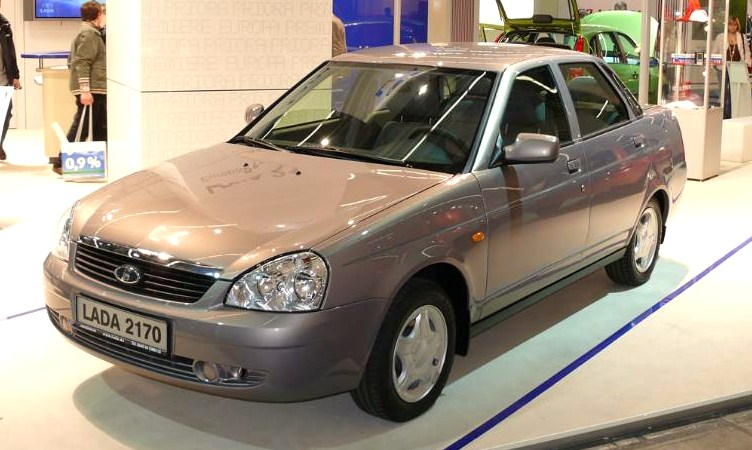
Lada Priora

2007-ben kezdték gyártani a 2110-es felújított, modernizált változatát a 2170-es Priorát. Környezetbarátabb lett a motor, így megfelel a legszigorúbb európai szabályoknak is. A külső és a belső is megújult.
A Priora már 4 csillagos eredményt ért el a törésteszteken. Az autóhoz az utas- és vezetőoldali légzsák alapfelszereltségben jár. Ezenkívül az utasokat védi az elektromos biztonsági övfeszítő vagy például az oldalütközésvédelem is.

### Lada Granta

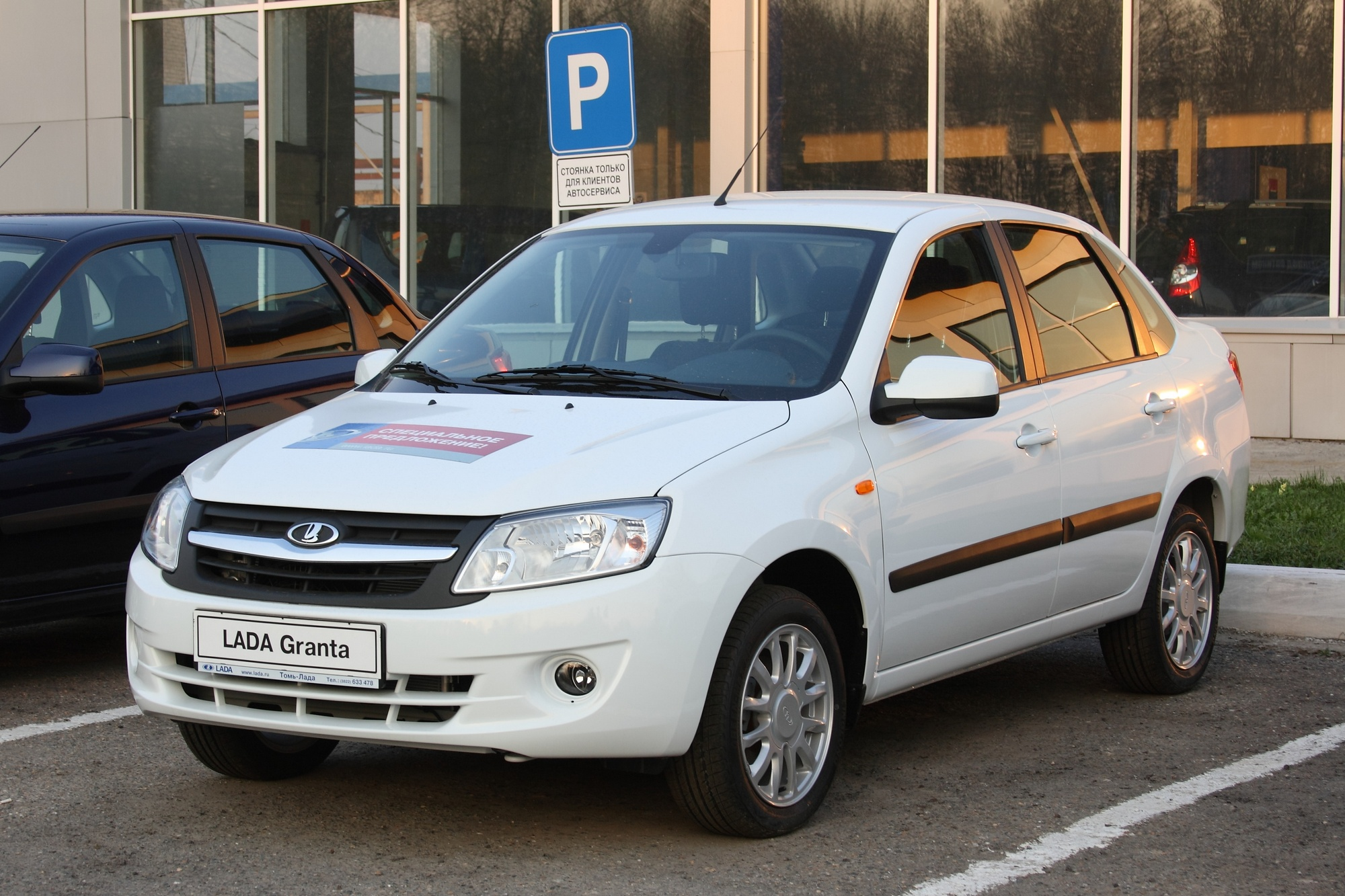
Lada Granta

2011-ben jelent meg a Granta, amely az elavult VAZ–2104, VAZ–2105 és VAZ–2107 modelleket hivatott leváltani. Azon modellek közé tartozik, melyekkel a Lada márka igyekszik visszatérni a nyugatabbra fekvő országok piacaira, így Magyarországra is, több évnyi távollét után.

### Lada Vesta, Lada X-Ray

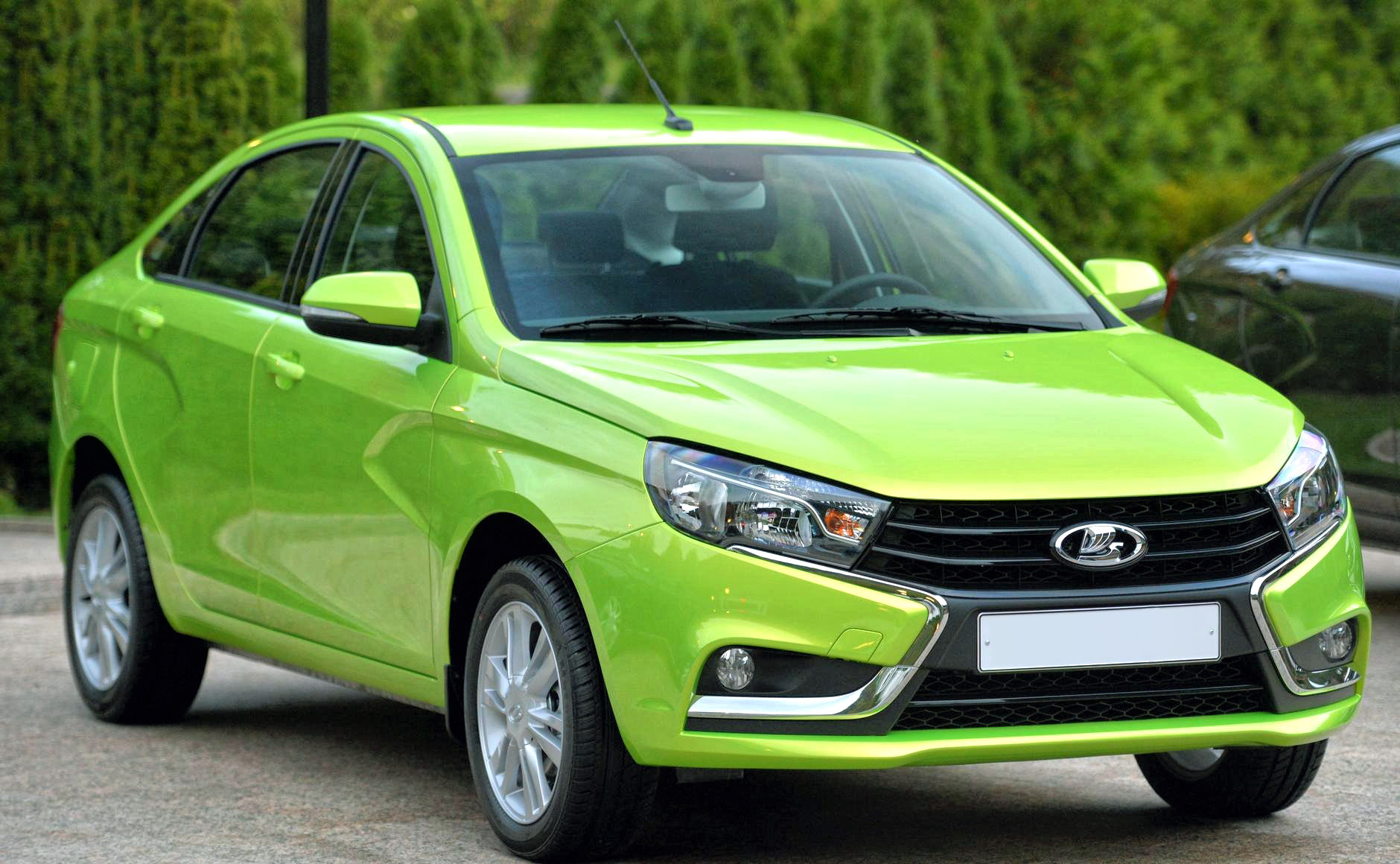
Lada Vesta

2015-ben jelent meg a Lada legújabb modellje, a Vesta, amely a jelenleg a cég egyik csúcsmodelljének tekinthető. Ez már jóval kiforrottabb a többi modellnél, gyakorlatilag minden modern technikai eszközzel fel van szerelve. Létezik belőle egy SUV-felépítésű modell, Lada X-Ray néven, de ez jelenleg csak Oroszországban kapható.

## Motorsport
Gyári versenyautó, versenyprogram nagyon sokáig nem volt, a KGST-n belül különböző műhelyekben, magánkezdeményezésben épültek ilyenek. Ezek közül a legjelentősebbek a csehszlovák Metalex műhely autói voltak, melyek teljesítményben a későbbi gyári VFTS-ekkel is felvették a versenyt. A Ladákat ralira és pálya-, illetve hegyiversenyzésre használták, majd a Niva megjelenése után a terepraliban is megjelentek. A '80-as évek elején gyári csapat indult a Párizs-Dakar ralin, legjobb eredményük egy 2. hely volt Jacky Ickx Mercedese mögött. Később egy importőr erősen átalakított Niva-karosszériába Porsche-motorokat szerelve alkotta meg a második generációs terepversenyautókat, amelyek azonban nem lettek annyira sikeresek, mint elődeik.
Magyarországon a Lada VFTS verziója gyakorlatilag minden rali-, illetve pályaversenyen indult és ért el sikereket.
A VFTS (ВЕЛЬНЮССКАЯ ФАБРИКА ТРАНСПОРТНЫХ СРЕДСТВ), németes ragadványnevén Vilnius Fabrik Tuning Sport autókat Litvánia fővárosában Vilniusban készítették egy titkos tengeralattjáró-üzem lezárt részében. A mérnök-versenyző aki a projektet vezette Sztaszisz Brundza volt.
Itt készítették fel a szocialista autókat a versenyzők számára. Mivel a Szovjetunióban az autóversenyzés a honvédelmi sportok közé tartozott, igen sok rubelt költhettek fejlesztésre. Ennek eredményeként a VFTS típusjelzéssel futó versenyautó 1600 köbcentis, két duplatorkú Weber karburátorral ellátott, 160 lóerős motorjával és szögletes sárvédő-szélesítéseivel a legjobb szocialista versenyautóvá vált, és azonnal a nézők kedvence lett.
A homológ VFTS a teljesség igénye nélkül ezeknek a kritériumoknak felel meg:
- Könnyített gyári acél vagy utángyártott alumínium karosszériaelemek, plexi, később polikarbonát oldalablakokkal, az utascella bukókerettel ellátva
- Motorja 2106 motorkódú: 80 mm-es furat és 80 mm-es lökethossz; 316/304 fokos vezérműtengely; a forgórészek könnyített, grammolt, polírozott kidolgozása; 40/36mm-re felbővített hengerfejcsatornák jellemzik
- Erőátvitel: kuplungja úgynevezett "csörgős" szinterkuplung, ez egyenesfogazású ötsebességes váltóban folytatódik, majd a gyári felépítésű kardántengelyen át a lamellás önzáró differenciálművön át hajtja a hátsó kerekeket
- Fék: széria fékrendszer dolgozik az autón, hátul dobfékkel, elöl kisméretű, nem hűtött tárcsákkal

A kész autó 920 kg súlyú; 150-160 lóerős beállítástól függően; motorja 3500-8000-es fordulatszámon dolgozik; végsebessége differenciálmű és váltóáttételtől függően 150–200 km/h közötti.
1986. május 2-án a rali világbajnokság B csoportját betiltották a halálesetek (Attilio Bettega, Henri Toivonen – Sergio Cresto, Michel Wilder) és a túlzott teljesítményőrület miatt, ezzel egyidőben Magyarországon is betiltották a VFTS-eket, nemrég azonban a H csoportban ismét engedélyezték a részvételüket. Ezek az autók nagyrészt magyar alkatrészekből épülnek fel, hazánkban szinte mindent gyártanak a VFTS-ekhez, immár az egykori gyári orosz technológiánál magasabb precizitással.

### Jelene és jövője a sportban
Több autó homologizációját is kezdeményezte az orosz autógyár. Legelőször a 2112-es autó Super 1600-as és Super 2000-es kategóriába, de idén bemutatták a Kalina Cross és RallyCross után a Kalina 1119 Super 1600-ast is.
A gyár szeretne több nemzetközi versenyen is autót indítani mint például a FIA WTCC-ben vagy a Párizs-Dakar Rallyn.
2008-ban a Russian Bears Motorsport két darab Lada 21106-sal nevezett a Túraautó világbajnokságba. Az egyik pilótájuk Jaap van Lagen a másik pedig Viktor Sapovalov. Az autóban az utcai GTI ben is megtalálható 2000 (86mm x 86mm) cm³-es Opel szívómotor van ami 275 lóerőt és 265 Nm-t teljesít. Az év utolsó három futamán már 3 Ladát láthattunk, ugyanis csatlakozott Kirill Ladygin is a csapathoz. Aki többszörös bajnok az orosz Lada Revolution kupában ahol a Revolution II. névre keresztelt autókkal versenyzett.
A 2009-es évben már gyári csapatként nevezett a Lada Sport a WTCC-be, továbbra is a 21106-ossal mennek, melyet év közben a Priorára cserélnek le. A Priora bemutatkozó futama Portóban lesz, ahol James Thompson többszörös Brit túraautó bajnok fog ülni a volán mögött.
2010-ben a Lada bejelentette, hogy kivonul a WTCC-ből.